# Hrabstwo Martin (Minnesota)
Hrabstwo Martin (ang. Martin County) – hrabstwo w stanie Minnesota w Stanach Zjednoczonych. Obszar całkowity hrabstwa obejmuje powierzchnię 729,57 mil2 (1 889,60 km²). Według danych z 2010 r. hrabstwo miało 20 840 mieszkańców. Hrabstwo powstało 23 maja 1857 roku.

## Sąsiednie hrabstwa
- Hrabstwo Watonwan (północ)
- Hrabstwo Blue Earth (północny wschód)
- Hrabstwo Faribaul (wschód)
- Hrabstwo Hrabstwo Kossuth (Iowa) (południowy wschód)
- Hrabstwo Emmet (Iowa) (południowy zachód)
- Hrabstwo Jackson (zachód)
- Hrabstwo Cottonwood (północny zachód)

## Miasta
- Ceylon
- Dunnell
- Fairmont
- Granada
- Northrop
- Ormsby
- Sherburn
- Trimont
- Truman
- Welcome